# Belogorskij rajon (Oblast' dell'Amur)
Il Belogorskij rajon (in russo Белогорский район?) è un rajon dell'oblast' dell'Amur, nella Russia asiatica con capoluogo Belogorsk.

## Centri abitati
- Amurskoe
- Dubrovka
- Belocerkovka
- Vasil'evka
- Krugloe
- Meždugranka
- Pavlovka
- Velikoknjazevka
- Komissarovka
- Novoandreevka
- Vozžaevka
- Kustanaevka
- Kamyševka
- Lozovoe
- Luk'janovka
- Lochvicy
- Savel'evka
- Nekrasovka
- Zachar'evka
- Novonazarovka
- Novoselit'ba
- Nikol'skoe
- Kiseleozerka
- Ključi
- Novoe
- Lugovoe
- Mostovoe
- Zarečnoe
- Ozerjane
- Černetčeno
- Prigorodnoe
- Mirnoe
- Svetilovka
- Tomiči
- Poljanoe
- Uspenovka